# كلوستريديوم مبرد
كلوستريديوم فريغورس أو كلوستريديوم مبرد هو نوع من البكتيريا من فصيلة كلوستريدياسيا.